# الویزاو
الویزاو (به لاتین: Alojzov) یک سکونتگاه مسکونی در جمهوری چک است که در Prostějov District واقع شده‌است.

## خصوصیات
الویزاو ۴٫۶۴ کیلومترمربع مساحت و ۲۳۲ نفر جمعیت دارد و ۳۳۳ متر بالاتر از سطح دریا واقع شده‌است.